# Johann Zahlbruckner

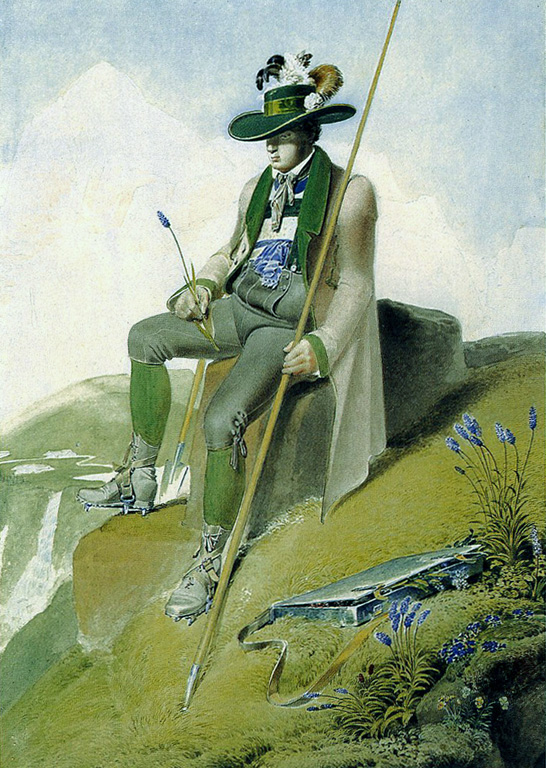
Johann Zahlbruckner

Johann Baptist Zahlbruckner (* 15. Februar 1782 in Wien; † 2. April 1851 in Graz) war ein österreichischer Botaniker. Sein offizielles botanisches Autorenkürzel lautet „J.Zahlbr.“ Sein Enkel war Alexander Zahlbruckner.

## Leben
Zahlbruckner wurde in St. Ulrich bei Wien, heute Teil von Wien-Neubau geboren. Sein gleichnamiger Vater war Gastwirt des "Schwarzen Adlers". Seine Mutter hieß Theresia Berger. Ihre Mutter stammte aus der Schweiz.
Er studierte Ökonomie und Naturwissenschaften in Wien. Einer seiner Professoren war Nikolaus Joseph von Jacquin, der Erstbeschreiber zahlreicher Pflanzen war. 1808 übertrug ihm Erzherzog Johann die Aufgabe der Ordnung seiner naturgeschichtlichen Sammlung in Graz, woraus das spätere Joanneum hervorging. Zwei Jahre darauf betraute er ihn mit der Verwaltung der Herrschaft Thernberg. Ab 1818 war Zahlbruckner Privatsekretär von Erzherzog Johann; er half dem Erzherzog bei der Gründung der k. k. Landwirtschaftsgesellschaft und übernahm deren Leitung. Zahlbruckner war Erzherzog Johanns ständiger Begleiter auf dessen Reisen in den Alpenländern.
Im Jahre 1810 heiratete er in Wien Karoline Kammerhuber. Aus der Ehe gingen 11 Kinder hervor. Zahlbruckners Tochter Maria (1813–1881) war die Ehefrau von Peter Tunner, der Botaniker Alexander Zahlbruckner ist sein Enkel.

## Ehrungen
Die Pflanzengattung Zahlbrucknera Rchb. aus der Familie der Steinbrechgewächse (Saxifragaceae) ist nach ihm benannt worden.

## Werke
- Darstellung der pflanzengeographischen Verhältnisse des Erzherzogthumes Oesterreich unter der Enns. 1832.